# Elaeis
As palmeiras-de-óleo (género Elaeis) compreendem duas espécies da família Arecaceae (família das palmeiras). São plantas cultivadas para a produção de óleo de palma. O dendezeiro ou palmeira-de-óleo-africana, Elaeis guineensis, é espontâneo na África ocidental, ocorrendo na Guiné, entre Angola e Gâmbia, enquanto que a palmeira-de-óleo-americana (Elaeis oleifera) é espontânea nos habitats tropicais da América Central e da América do Sul.